# 緒方湊
緒方 湊（おがた みなと、2008年3月29日 - ）は、日本の野菜ソムリエ。所属芸能事務所は無所属。

## 経歴
2017年3月に、野菜ソムリエの資格を当時8歳で取得、2018年7月には野菜ソムリエプロの資格を当時10歳で取得し、いずれも最年少記録となっている。
野菜・果物だけでなく12歳で「日本さかな検定(とと検)」1級に合格するなど魚にも見識がある。茨城県のPR大使「いばらき大使」をはじめ、複数のPR大使を委嘱されている。
2019年7月20日に放送された『超逆境クイズバトル!! 99人の壁』では、当時最年少（11歳）GRAND SLAM達成者(ファイナルは2問目で、全問題ストレートクリアをした)。2020年1月25日に放送された「超逆境クイズバトル!! 99人の壁」では、史上初2度目のGRAND SLAM（11歳）達成者(ファイナルは2問目で、全問題ストレートクリアをした)。ファイナルステージ3回進出中、２回グランドスラム、唯一負けた大会(歴代チャンピオン大会)も最終１問まではストレート勝ちで、圧倒的な強さを誇った。特に3rdステージ、４thステージ、Finalステージの早押し問題では「確定ポイント」で確実に答えることで注目されている。
『サンドウィッチマン&芦田愛菜の博士ちゃん』では野菜と果物の知識だけではない博識さと語彙（ごい）の豊富さを感じさせ、完璧な食リポを行い、数々の有名俳優・女優とのロケを1人で回す見事なMCっぷりに「みなとプロ」と呼ばれ、今や番組を代表する博士となっている。『シューイチ』『ZIP(解決KingPrince)』『ヒルナンデス』にも多数の出演がある。
2020年10月に園芸肥料を扱っている株式会社ハイポネックスジャパンの家庭菜園推進室スペシャルアンバサダーに就任している。
2021年7月、『野菜がおいしくなるクイズ』出版。
8月、国立研究開発法人 農業・食品産業技術総合研究機構(コミュニケーションネーム(通称):農研機構)の初 "広報アンバサダー"に就任。

### 役職
- いばらき大使　(茨城県)　2019年～
- 家庭菜園スペシャルアンバサダー　(株式会社ハイポネックスジャパン)　2019年～
- 農研機構広報アンバサダー　(国立研究開発法人農業・食品産業技術総合研究機構)　2021年～
- 食の教育大使　(山形県真室川町)　2021年～
- 龍ケ崎市食と農のアンバサダー(茨城県龍ケ崎市)　2022年～
- 野菜アドバイザー　(東洋アルミエコープロダクツ株式会社)　2022年～

## 出演

### テレビ番組
- 4時も!シブ5時（NHK総合、2017年5月10日・2017年8月22日）
- あさチャン!（TBS、2017年6月26日）
- 情報プレゼンター とくダネ!（フジテレビ、2017年6月26日）
- ニュース シブ5時（NHK総合、2017年8月21日 - 2017年8月24日）
- 情報ライブ ミヤネ屋（読売テレビ、2017年8月25日）
- 天才キッズ全員集合〜君ならデキる!!〜（テレビ朝日、2018年1月20日）
- めざましテレビ「キラビト!」（フジテレビ、2018年10月29日）
- キッズの晩餐（BS朝日、2018年12月30日）
- サンドウィッチマン&芦田愛菜の博士ちゃん（テレビ朝日、2019年2月2日・2020年3月7日・4月18日・7月25日・08月29日・09月19日・2021年02月13日・03月20日・10月30日）[8][9]
- 超逆境クイズバトル!! 99人の壁（フジテレビ、2019年7月20日・8月3日・2020年1月25日・2021年3月13日）[10]
- 月曜から夜ふかし 〜あの県が魅力度最下位脱出に本気を出している件〜（日本テレビ、2019年7月22日）
- カミナリの「たくみにまなぶ」〜そういえば茨城ばっかだな〜『かすみがうら市（梨狩り）』（テレビ朝日、2019年9月20日）[11]
- カミナリの「たくみにまなぶ」〜そういえば茨城ばっかだな〜『かすみがうら市（かすみキッチン）』（テレビ朝日、2019年9月27日）[12]
- スッキリ「スッキリTOUCH」(日本テレビ、2019年11月25日)[13]
- ノンストップ!(フジテレビ、2020年7月24日・8月14日)＜ノンストップ！サミット＞[14]
- BACKSTAGE(CBCテレビ、2020年08月30日)
- とくダネ!(フジテレビ、2020年08月31日)
- ニノさん(日本テレビ、2020年9月06日)
- ZIP! 「解決! King ＆ Prince」コーナー(日本テレビ、2020年11月30日・2021年3月15日)
- データで解析！サンデージャーナル (テレビ愛知、2021年3月07日)
- シューイチ (日本テレビ、2021年3月21日・4月25日・5月23日・7月25日)
- アスミライ (大阪ABC放送、2021年3月27日)
- ヒルナンデス (日本テレビ、2021年5月18日・8月10日・11月23日)
- 金曜ボイスログ (TBSラジオ、2021年7月23日)
- Nスタ（TBS、2021年11月05日）

### テレビCM
- 「ガブリシャス！イバラキ！梨メロン篇」（2019年9月10日 - 9月30日）[15]
- 「ガブリシャス！イバラキ！さつまいも豚肉篇」（2019年10月1日 - 11月9日）[15]